# Abderrezak Harb
Abderrezak Harb (11 marzo 1950) è un ex calciatore algerino, di ruolo portiere.

## Carriera
Ha rappresentato la Nazionale algerina alla Coppa d'Africa 1980.